# Belgique aux Jeux olympiques d'hiver de 1992
La Belgique a participé aux Jeux olympiques d'hiver de 1992 à Albertville, France en envoyant 5 athlètes, quatre hommes et une femme. Le porte-drapeau est Geert Blanchart. La Belgique ne remporte aucune médaille.

## Résultats

### Patinage de vitesse sur piste courte

#### Hommes
| Athlète                                                          | Épreuve       | Premier tour  | Premier tour | Quarts de finale | Quarts de finale | Demi-finales  | Demi-finales  | Finale        | Finale           |
| Athlète                                                          | Épreuve       | Temps         | Rang         | Temps            | Rang             | Temps         | Rang          | Temps         | Classement final |
| ---------------------------------------------------------------- | ------------- | ------------- | ------------ | ---------------- | ---------------- | ------------- | ------------- | ------------- | ---------------- |
| Geert Blanchart                                                  | 1000 m        | 1 min 38 s 66 | 1 Q          | 1 min 34 s 83    | 2 Q              | 1 min 33 s 04 | 4 QB          | 1 min 36 s 28 | 6                |
| Alain De Ruyter                                                  | 1000 m        | 1 min 34 s 18 | 2 Q          | 1 min 34 s 60    | 4                | Non qualifié  | Non qualifié  | Non qualifié  | Non qualifié     |
| Geert Blanchart Alain De Ruyter Geert De Jonghe Franky Vanhooren | 5000 m relais | 8 min 32 s 51 | 3            | Non qualifiés    | Non qualifiés    | Non qualifiés | Non qualifiés | Non qualifiés | Non qualifiés    |

#### Femmes
| Athlète     | Épreuve | Premier tour | Premier tour | Quart de finale | Quart de finale | Demi-finale   | Demi-finale   | Finale        | Finale           |
| Athlète     | Épreuve | Temps        | Rang         | Temps           | Rang            | Temps         | Rang          | Temps         | Classement final |
| ----------- | ------- | ------------ | ------------ | --------------- | --------------- | ------------- | ------------- | ------------- | ---------------- |
| Bea Pintens | 500 m   | 48 s 98      | 2 Q          | 48 s 49         | 4               | Non qualifiée | Non qualifiée | Non qualifiée | Non qualifiée    |